# Front Side Bus
Nei Personal Computer il Front Side Bus (FSB) è il bus che trasporta i dati tra la CPU e il northbridge.

## Introduzione

Layout tipico di north/south bridge

La banda (o il throughput teorico massimo) del FSB viene determinata moltiplicando i byte delle word (voci) del processore per la frequenza di clock (cicli al secondo) per il numero di data transfer ad ogni ciclo. Ad esempio, un sistema con:
- processore a 32 bit (4 byte);
- FSB a 100 MHz;
- 4 trasferimenti a ciclo;

ha una banda di 4(byte) x 100(FSB) x 4(tc) = 1600 megabyte al secondo (MB/s).
Molti produttori al giorno d'oggi descrivono la velocità del FSB in megatransfer al secondo (MT/s) e non in megahertz accorpando l'informazione di frequenza con quella di data transfer a ciclo.

## Funzionamento
In base al processore utilizzato, alcuni computer possono avere anche il back side bus che collega la CPU alla cache. Questo bus, assieme alla cache connessa, è molto più veloce nell'accedere ai dati dell'FSB.
FSB è un nome alternativo per i bus dati ed indirizzi. Il FSB collega la CPU al resto dell'hardware attraverso un chipset che, di solito, è diviso in northbridge e southbridge.
A questo, poi, si collegano tutti gli altri bus della scheda madre, come il bus PCI e il bus AGP. Questi bus secondari, di solito, hanno una velocità che dipende dal FSB e non sono necessariamente sincroni ad esso.